# Microregione di Porto Seguro
Porto Seguro è una microregione dello Stato di Bahia in Brasile, appartenente alla mesoregione di Sul Baiano.

## Comuni
Comprende 19 municipi:
- Alcobaça
- Caravelas
- Eunápolis
- Guaratinga
- Ibirapuã
- Itabela
- Itagimirim
- Itamaraju
- Itanhém
- Jucuruçu
- Lajedão
- Medeiros Neto
- Mucuri
- Nova Viçosa
- Porto Seguro
- Prado
- Santa Cruz Cabrália
- Teixeira de Freitas
- Vereda